# Jessica Fishlock
Jessica Anne (Jessica) Fishlock (Cardiff, 14 januari 1987) is een Welsh profvoetballer die sinds 2013 onder contract staat bij het Amerikaanse Seattle Reign FC.

## Carrière
In 2008 maakte Fishlock vanuit het Verenigd Koninkrijk de overstap naar Nederland om bij AZ te gaan spelen. Ze werd tweemaal landskampioen met de club. In maart 2011 keerde ze terug naar het eiland en tekende ze een contract bij Bristol Academy WFC wat uitkomt in de FA Women's Super League. Na één seizoen maakte ze de overstap naar Melbourne Victory, waar ze eveneens één seizoen actief was. Sinds 2013 staat ze onder contract bij het Amerikaanse Seattle Reign FC.